# 청춘은 목마르다
"청춘은 목마르다"는 1964년 공개된 대한민국의 영화이다.

## 배역
- 신성일
- 김지미
- 이민자